# Grozny
Grozny (ros. Гро́зный, Groznyj; czecz. Соьлжа-ГӀала, Sölƶa-Ġala) – miasto w Rosji, stolica Czeczenii. W 2010 roku miasto liczyło ok. 270 tys. mieszkańców (wobec ok. 400 tys. na początku lat 90. XX wieku).
Czeczeńcy używają też nazwy Dżochar-Gala (czecz. Джохар-ГӀала / Dƶoxar-Ġala), na cześć Dżochara Dudajewa.

## Historia
Miasto zostało założone przez Rosjan w 1818 roku jako placówka wojskowa podczas wojny kaukaskiej. Pierwotnie było zamieszkane przez ludność słowiańską (Kozaków), jednak władze ZSRR, zwalczające Kozaków, zachęcały Czeczenów do osiedlania się w mieście. W 1944 roku muzułmańscy mieszkańcy miasta zostali wysiedleni do Azji Środkowej, w 1957 zezwolono im na powrót. W 1960 liczba Czeczenów mieszkających w Groznym przekroczyła liczbę Rosjan. Obecnie Czeczeni stanowią ponad 95% mieszkańców miasta.
W latach 90., podczas wojen mających na celu zajęcie Czeczenii i włączenie w skład Federacji Rosyjskiej (I i II wojna czeczeńska), Grozny został znacznie zniszczony w wyniku działań wojsk rosyjskich. Status stolicy republiki został przyznany 18 kwietnia 2001 roku. Uroczyste otwarcie nowych budynków władz miasta (tzw. Biały Dom) miało miejsce 5 dni później. Zostały one częściowo zniszczone w zamachu bombowym 27 grudnia 2002 roku. W 2003 roku ONZ nazwała Grozny najbardziej zniszczonym miastem na Ziemi.
W pierwszych latach po II wojnie czeczeńskiej Grozny nie był spokojnym miastem. Często miały tam miejsce zamachy terrorystyczne i porachunki mafijne. W jednym z zamachów zginął w 2004 roku prezydent Czeczenii Achmad Kadyrow. Po wojnie nastąpiła rekonstrukcja miasta po stratach wojennych dzięki dotacjom rosyjskim. W 2005 r. ostatecznie zakończono renowację głównej arterii miasta – Prospektu Pobiedy (obecnie Prospekt Putina) w centrum Groznego. W 2011 r. ukończono budowę nowoczesnego kompleksu biznesowo-mieszkalnego Grozny City.
W 1892 roku w Groznym urodził się Stefan Narębski – polski architekt, a w 1980 Mamed Chalidow – polski zawodnik mieszanych sztuk walki pochodzenia czeczeńskiego.

## Demografia
Skład narodowościowy i etniczny w latach 1897 i 2010 na podstawie oficjalnych danych rosyjskich:
- 1897[3]

1. Rosjanie: 10 349 (66,49%)
2. Żydzi: 1686 (10,83%)
3. Ukraińcy: 970 (6,23%)
4. Czeczeni: 498 (3,20%)
5. Polacy: 407 (2,61%)
6. Ormianie: 352 (2,26%)
7. Azerowie i Tatarzy: 272 (1,75%)
8. Persowie: 267 (1,72%)
9. Gruzini: 218 (1,4%)
10. Niemcy: 134 (0,86%)

- 2010

1. Czeczeni: 254 558 (93,73%)
2. Rosjanie: 8961 (3,30%)
3. Kumycy: 1376 (0,51%)
4. Ingusze: 992 (0,37%)
5. Awarowie: 710 (0,26%)
6. Tabasaranowie: 608 (0,22%)
7. Lezgini: 365 (0,13%)
8. Kazachowie: 310 (0,11%)

## Religia
- Meczet Achmada Kadyrowa Serce Czeczenii wzniesiony w 2008 r., jeden z największych w Europie;
- Cerkiew pw. św. Michała Archanioła z 1892 r., zniszczona podczas wojen czeczeńskich, zrekonstruowana w 2009 r.

## Sport
- Achmat Grozny – klub piłkarski
- WK Grozny – klub siatkarski
- Rodzinne miasto Juliji Jefimowej

## Galeria

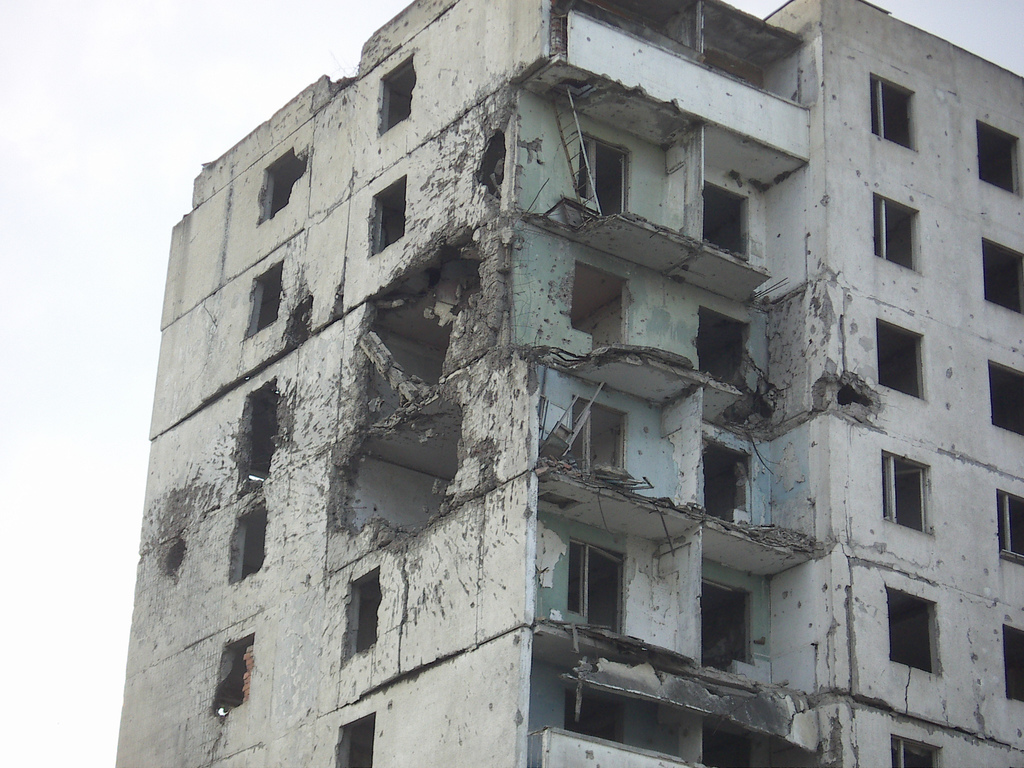
Blok w Groznym (2006)
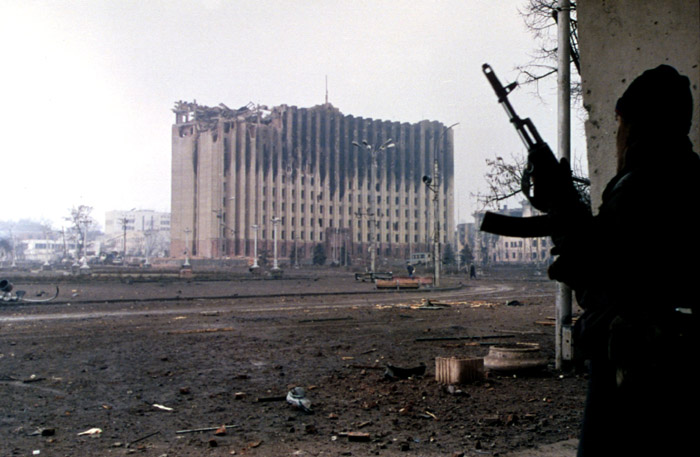
Pałac prezydencki w Groznym w 1995 roku Foto: Michaił Jewstafjew
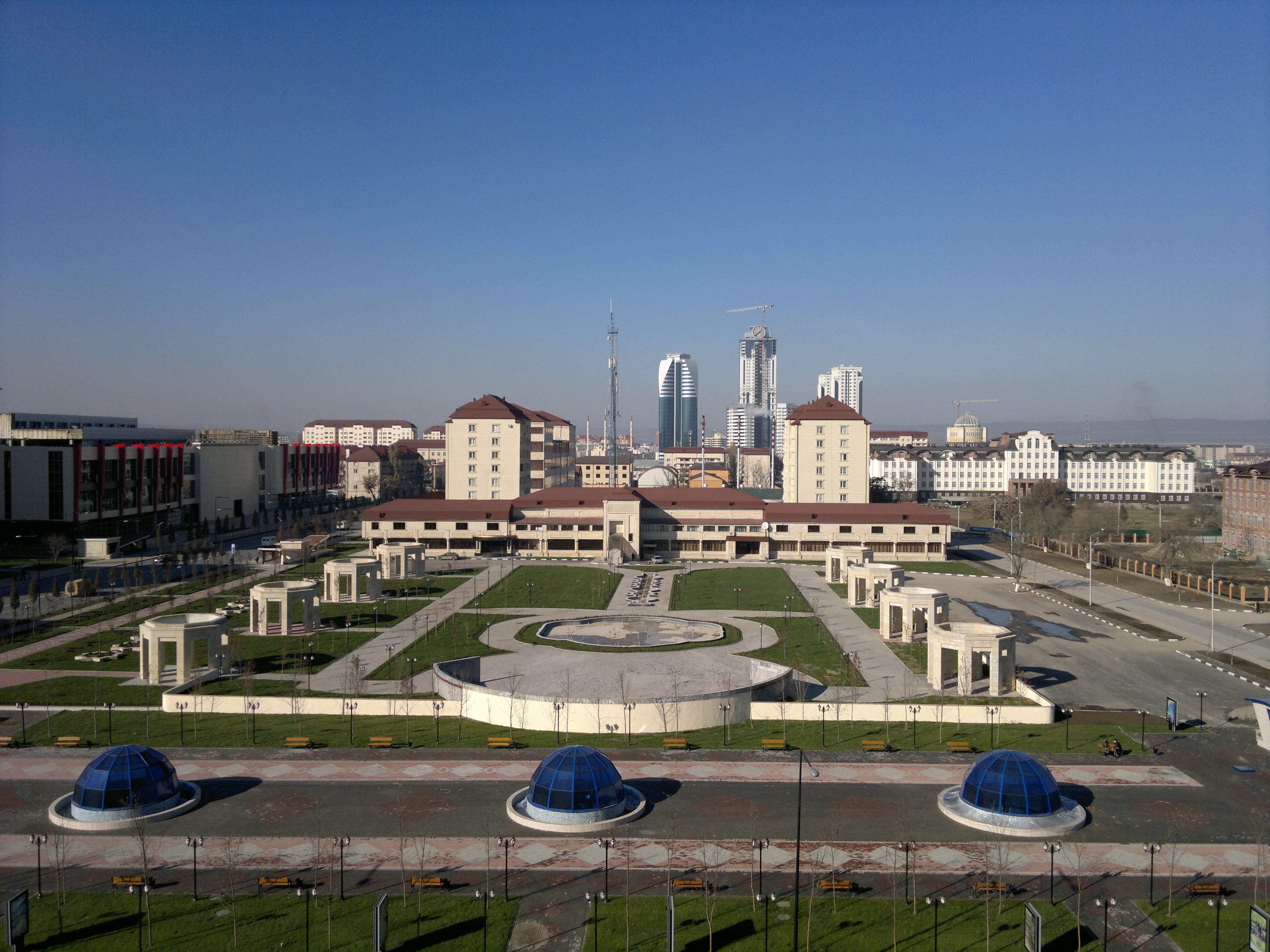
Grozny w 2011 roku Foto: Adam Smit
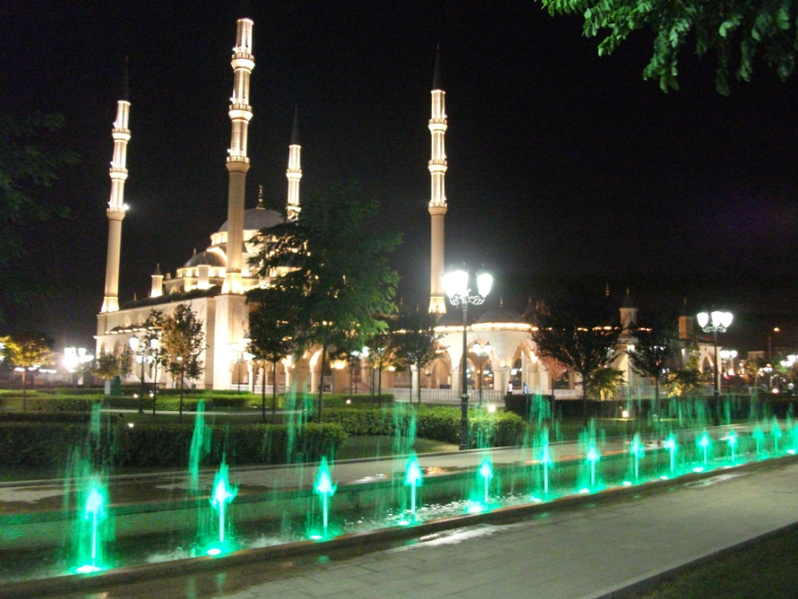
Meczet „Serce Czeczenii” w 2010 Foto: Stanislaw Gaiduk
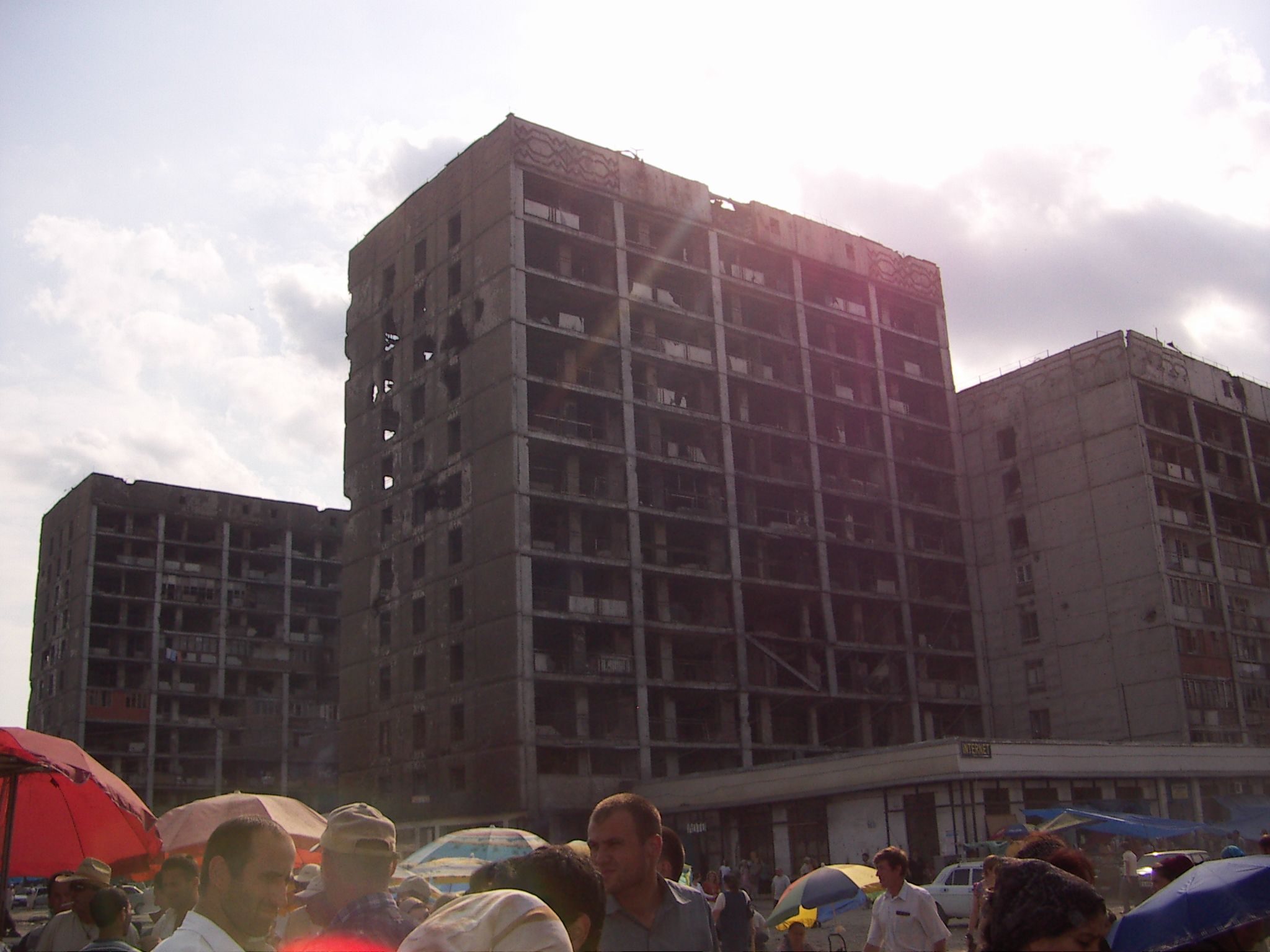
Zniszczone bloki mieszkalne w Groznym, 2006 rok

## Miasta partnerskie
- Kraków, Polska[4]
- Warszawa, Polska[5]
- Odessa, Ukraina
- Boston, USA
- Stambuł, Turcja
- Toronto, Kanada
- Ardahan, Turcja
- Sivas, Turcja